# Bananarama
Бананарама (енгл. Bananarama) је британска музичка група која је постала популарна 1980-их година захваљујући хитовима Cruel Summer и Robert DeNiro’s Waiting.
Групу су основале три пријатељице: Шивон Феј, Керен Вудворд и Сара Далин у Лондону 1981. године. Уз помоћ бивших чланова панк групе Секс Пистолс, Стива Џоунса и Пола Кука, снимиле су демо песму Aie a Mwana која је постала хит у лондонским клубовима а девојкама донела уговор са издавачком кућом London Records. Група је на врхунцу популарности била између 1984. и 1989. године.
Њихов први албум Deep Sea Skiving (1983) имао је неколико мањих хитова као што су Really Saying Something и Shy Boy.
Сљедећи албум, насловљен „Bananarama“ (1984), прославио је групу широм света а садржао је и њихове до тада највеће хитове: Cruel Summer и Robert De Niro's Waiting. Песма Cruel Summer коришћена је у филму Карате кид (1984).
Шивон Фејхи је напустила групу 1988. године, а њена наследница Џеки О'Саливан била је у групи од 1988. до 1991. Групу тренутно чине Керен Вудворд и Сара Далин.
Група је до 2002. године продала преко 40 милиона албума широм света.

## Дискографија
- 1983. Deep Sea Skiving
- 1984. Bananarama
- 1986. True Confessions
- 1987. Wow!
- 1989. Greatest Hits Collection
- 1989. Greatest Remixes Collection (Azijsko izdanje)
- 1991. Pop Life
- 1993. Please Yourself
- 1994. Bunch Of Hits
- 1995. Ultra Violet/I Found Love
- 1999. Master Series
- 2001. Exotica
- 2002. The Essentials
- 2002. The Very Best Of Bananarama
- 2003. Venus and Other Hits
- 2005. Really Saying Something: The Platinum Collection
- 2005. Drama